# فينشينزو تورينتي
فينشينزو تورينتي (بالإيطالية: Vincenzo Torrente)‏ (12 فبراير 1966 في إيطاليا - ) هو مدرب كرة قدم ولاعب كرة قدم إيطالي في مركز الدفاع. لعب مع نادي ألساندريا ونادي باري ونادي جنوى وإيه جي نوسرينا 1910 ‏.